# Tralie (natuurkunde)

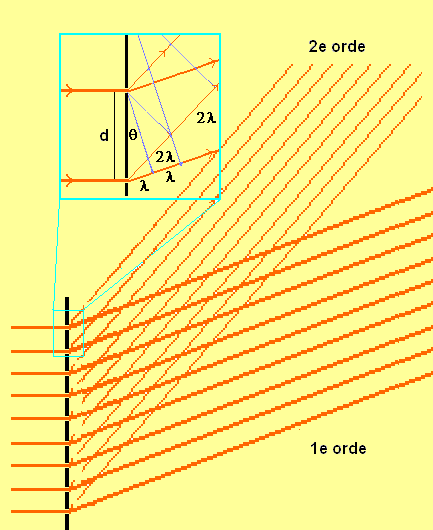
Tralie met 1e en 2e orde diffractie

Traliepatroon dat ontstaat bij een enkele spleet.

Een tralie of diffractierooster is een voorwerp uit de natuurkunde dat wordt gebruikt (in de telecommunicatie en in de optica) om elektromagnetische straling naar golflengte te scheiden.

## Werking
Een tralie bestaat uit een serie van smalle, parallelle spleten die op precies gelijke afstanden van elkaar liggen. Als er monochromatisch licht op de tralie valt zal er interferentie optreden tussen het licht dat door elk van de spleten komt. Dit levert een diffractie-effect, waardoor doorgelaten licht in een beperkt aantal richtingen wordt geconcentreerd. Elk van die richtingen wordt een orde genoemd. De nulde orde is de rechtdoorgaande lichtbundel, en elke naastliggende bundel heeft een ordenummer dat één groter is dan de vorige. Bij de eerste-orde-lichtbundel is het weglengteverschil tussen de stralen van twee naburige spleten precies één golflengte. Bij de tweede-orde-bundel is dat twee golflengten, enz. De diffractiehoek {\textstyle (\theta )} van de nde orde bundel wordt gegeven door de wet van Bragg, welke uitgaat van een loodrechte invallende lichtstraal, die uitdrukt dat er constructieve interferentie plaatsheeft (en er dus en diffractiemaximum optreedt) telkens als het verschil tussen opeenvolgende lichtwegen een geheel aantal golflengten bedraagt:
{\displaystyle \sin(\theta )={n\lambda  \over d}}
Daarbij is {\displaystyle \lambda } de golflengte van het licht en {\displaystyle d} de afstand tussen de middens van de spleten van de tralie.
Als er wit licht of licht van meerdere golflengten op een tralie valt, zal iedere golflengte in een andere richting worden gestuurd. De exacte golflengte bepaalt de verstrooiingshoek van het licht voor alle orden behalve de nulde orde. Daarom kan een tralie net als een prisma worden gebruikt om de golflengten van het licht te scheiden en een spectrum te maken.

## Technisch
De lijnen van de tralie kunnen op een transparant of een spiegelend oppervlak worden aangebracht. Met een spiegelend oppervlak is de naam 'rooster' meer algemeen.
Dit is vaak te prefereren en wel om de volgende reden:
- Het basismateriaal hoeft niet doorlaatbaar te zijn voor het gekozen stralingsgebied.
- Er is slechts één nauwkeurig vlak oppervlak nodig.
- Het is eenvoudiger een geschikte blaze-hoek te creëren. Die wordt namelijk gevormd door de lijnen precies in een bepaalde hoek te laten reflecteren.

Door die aanpassing van de vorm van de lijnen is het mogelijk om zoveel mogelijk licht te concentreren in een enkele orde, en alle andere orden te verzwakken. De richting waarin het meeste licht wordt uitgezonden (blaze-hoek) is karakteristiek voor het rooster.
De afstanden tussen de lijnen en de breedte van de lijnen in een rooster of tralie is van dezelfde grootteorde als de golflengte van het opvallend licht. Dat wil zeggen dat voor zichtbaar licht ongeveer 2000 lijnen per millimeter moeten worden aangebracht.

## Voorbeelden en toepassingen
De spectrale kleureffecten die men ziet als men de beschreven zijde van een compact disc in het licht houdt, worden ook veroorzaakt door de dicht bij elkaar liggende lijnen.
Een tralie vindt toepassingen in monochromatoren en spectrometers.
airy-schijf · amplitude · brekingsindex · brewsterhoek · dopplereffect · fase · foto-elektrisch effect · frequentie · fresnelvergelijkingen · fresnel-zoneplaat · getal van Abbe · golffront · golflengte · holografie · intensiteit · interferometer ·  laser · lasersnijden · lichtenergie · lichtgrootheden en -eenheden · lichtmeter · lichtsnelheid · lichtsterkte · lichtstroom · Mach-Zehnder-interferometer · Michelson-interferometer · ooggevoeligheid · optische vezel · polarimeter · polarisatie · poynting-vector · principe van Huygens-Fresnel · principe van Fermat · prisma · schlierenoptica · specifieke lichtstroom · stralingsdeler · tralie · transversale golf · verlichtingssterkte · wet van Bragg
infrarood · kleur · licht · monochromatisch licht · spectrum · ultraviolet · wit licht
absorptie · coherentie · diffractie · dispersie · interferentie · lichtbreking · reflectie · totale interne reflectie · transmissie
emissie · gestimuleerde emissie · fluorescentie · fosforescentie · luminantie · luminescentie
fluorescentiespectroscopie · spectraalanalyse · spectraallijn · Spectroscopie · UV/VIS-spectroscopie
halo · newtonring
David Brewster · Christian Doppler · Charles Fabry · Pierre de Fermat · Joseph von Fraunhofer · Dennis Gabor · Augustin Fresnel · Heinrich Hertz · Christiaan Huygens · Hendrik Lorentz · Albert Michelson · James Clerk Maxwell · Edward Morley · Isaac Newton · Alfred Pérot · Thomas Young